# Osage County, Kansas
Osage County är ett administrativt område i delstaten Kansas, USA. År 2010 hade countyt 16 295 invånare. Den administrativa huvudorten (county seat) är Lyndon.

## Geografi
Enligt United States Census Bureau har countyt en total area på 1 863 km². 1 822 km² av den arean är land och 41 km² är vatten.

### Angränsande countyn
- Shawnee County - norr
- Douglas County - nordost
- Franklin County - öst
- Coffey County - söder
- Lyon County - sydväst
- Wabaunsee County - nordväst

### Orter
- Burlingame
- Carbondale
- Lyndon (huvudort)
- Melvern
- Olivet
- Osage City
- Overbrook
- Quenemo
- Scranton